# ناو تسوگارو
ناو تسوگارو (به انگلیسی: Japanese cruiser Tsugaru) یک کشتی بود که طول آن ۱۲۶ متر (۴۱۳ فوت ۵ اینچ) بود. این کشتی در سال ۱۸۹۹ ساخته شد.